# Ponte Lanfranconi
Il ponte Lanfranconi (in slovacco Most Lanfranconi) è un ponte autostradale che attraversa il Danubio nei pressi di Bratislava, la capitale della Slovacchia. Forma parte del tracciato dell'autostrada D2. 

## Storia
È stato costruito tra il 1985 e il 1991. La metà destra fu inaugurata nel 1990, mentre quella sinistra due anni più tardi. È lungo 766 metri (1134 metri con i viadotti di accesso) ed è percorso da autostrada a quattro corsie larga 30 metri. Ci sono corsie per i ciclisti e i pedoni.
È intitolato all'ingegnere italiano Enea Grazioso Lanfranconi.